# Municipio de Jim Henry
El municipio de Jim Henry (en inglés: Jim Henry Township) es un municipio ubicado en el condado de Miller en el estado estadounidense de Misuri. En el año 2010 tenía una población de 1051 habitantes y una densidad poblacional de 7,93 personas por km².

## Geografía
El municipio de Jim Henry se encuentra ubicado en las coordenadas 38°17′19″N 92°23′36″O / 38.28861, -92.39333. Según la Oficina del Censo de los Estados Unidos, el municipio tiene una superficie total de 132.59 km², de la cual 130,67 km² corresponden a tierra firme y (1,45 %) 1,92 km² es agua.

## Demografía
Según el censo de 2010, había 1051 personas residiendo en el municipio de Jim Henry. La densidad de población era de 7,93 hab./km². De los 1051 habitantes, el municipio de Jim Henry estaba compuesto por el 99,24 % blancos, el 0,19 % eran amerindios, el 0,19 % eran de otras razas y el 0,38 % eran de una mezcla de razas. Del total de la población el 1,62 % eran hispanos o latinos de cualquier raza.